# Silesauridae
Silesauridi (ještěři ze Slezska) byli skupinou dinosauriformů, tedy dinosaurům blízce příbuzných (i když vývojově mírně primitivnějších) archosaurů.

## Charakteristika
Silesauridi žili v období středního až pozdního triasu, asi před 245 až 203 miliony let. Do této skupiny patří také skuteční vývojoví předkové neptačích dinosaurů, resp. obě skupiny náležejí do společného vývojového kladu Dracohors. Žili na území téměř celého tehdejšího superkontinentu Pangea a byli zřejmě značně rozšíření (jak ukazují například i četné objevy z Brazílie). Nejznámějším druhem je Silesaurus opolensis, popsaný v roce 2003 z jižního Polska (Krasiejów).
Silesauridi tvoří sesterskou skupinu k "pravým" dinosaurům a mají s nimi společného vývojového předka, který žil před více než 245 miliony let.
Podle některých výzkumů by mohl v okruhu silesauridů spočívat evoluční počátek všech ptakopánvých dinosaurů.

## Zástupci
```
   †
Agnosphitys
?
   †
Asilisaurus

   †
Ignotosaurus

   †
Gondwanax
[
6
]

   †
Lewisuchus

   †
Pisanosaurus
?
   †
Soumyasaurus

   
Sulcimentisauria

       †
Diodorus

       †
Eucoelophysis

       †
Kwanasaurus

       †
Lutungutali

       †
Sacisaurus

       †
Silesaurus

       †
Technosaurus
```